# Акаака
Акаака (уолл. Akaʻaka) — деревня в районе Хахаке в королевстве Увеа на Уоллисе и Футуне.

## География
Акаака находится на северо-востоке Хахаке, лежит на берегу. Граничит с Мата-Уту на юге и Лику на севере.
Из-за того, что Акаака находится близ столицы Увеа, в деревне есть несколько отелей, в том числе Hotel Lomipeau и Moana Hou Hôtel. В деревне также есть больница Hôpital de Sia. Главная достопримечательность деревни — капелла Chapelle 'Aka’Aka.

## Население
Население деревни:
| Год  | Численность | Численность |
| ---- | ----------- | ----------- |
| 2013 | 495         |             |
| 2018 | 474         | [ 1 ]       |